# Georg-Elser-Arbeitskreis

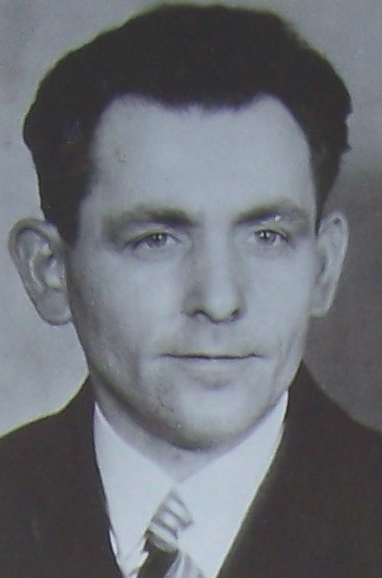
Georg Elser (1939)

Der Georg-Elser-Arbeitskreis setzt sich dafür ein, dass Georg Elser in der Erinnerungskultur des deutschen Widerstands gegen die nationalsozialistische Diktatur der herausragende Stellenwert eingeräumt wird, der ihm nach Auffassung des Arbeitskreises zusteht. Der Arbeitskreis wurde 1988 in Heidenheim gegründet.

## Geschichte
In den 1980er-Jahren galt Georg Elser in der Geschichte des Widerstands allenfalls als Randfigur. Spezifische Literatur war im Buchhandel nicht erhältlich. Im Kreis Heidenheim erregte der Georg-Elser-Arbeitskreis Aufsehen durch ein breit gefächertes Programm zum 50. Jahrestag von Georg Elsers missglücktem Attentat auf Hitler im Bürgerbräukeller München am 8. November 1939.
Mitte der 90er-Jahre wurde Georg Elser von der politischen Bildung entdeckt. Den Anfangspunkt gesetzt hatte Veit Günzler vom Heidenheimer Georg-Elser-Arbeitskreis mit seinem Vortrag im Oktober 1994 auf dem Stuttgarter Symposion „Widerstand im Südwesten“. In der Folgezeit organisierte die Landeszentrale für politische Bildung Baden-Württemberg zahlreiche Veranstaltungen und Seminare, z. T. in Zusammenarbeit mit dem Georg-Elser-Arbeitskreis und der Gemeinde Königsbronn, wo Georg Elser aufgewachsen ist.
Den endgültigen Durchbruch brachte die Zusammenarbeit mit Peter Steinbach und Johannes Tuchel von der Gedenkstätte Deutscher Widerstand in Berlin. In der Berliner Gedenkstätte im Bendler-Block, wo am 20. Juli 1944 das Zentrum des Staatsstreichs lag und Claus Schenk Graf von Stauffenberg mit anderen Verschwörern erschossen wurden, gab es 1997 die Ausstellung „Ich habe den Krieg verhindern wollen. Georg Elser und das Attentat vom 8. November 1939“.
Die Berliner Ausstellung war von Anfang an auf den späteren Verbleib in Königsbronn konzipiert. Nach einer Kraftanstrengung von Bürgermeister, Gemeinderat und namhaften Sponsoren konnte die Georg Elser Gedenkstätte Königsbronn 1998 feierlich eingeweiht werden, womit der „verstoßene Sohn“ endgültig an seinen Heimatort zurückkehrte.
Höhepunkt der Anerkennung für Georg Elsers einsame Tat war das Erscheinen einer Sonderbriefmarke zu seinem 100. Geburtstag im Januar 2003. Der Georg-Elser-Preis wurde 2003 in Heidenheim an Dr. Winfried Maier verliehen.
2005 entstand die Website www.georg-elser-arbeitskreis.de. Dort ist neben zahlreichen Bild-, Ton- und Video-Dokumenten auch die wichtigste Quelle über Georg Elser, das 1964 von dem Historiker Lothar Gruchmann entdeckte 203-seitige
Gestapo-Protokoll vom Verhör Georg Elsers, vollständig veröffentlicht.
Am 10. April 2005 erhielt Manfred Maier (* 14. Dezember 1937; † 11. März 2022 in Heidenheim) die Bürgermedaille der Stadt Heidenheim „für sein Wirken, das zu der heute unbestrittenen Würdigung der Person und Tat Georg Elsers geführt hat“, die er stellvertretend für den Georg-Elser-Arbeitskreis entgegennahm.
Am 11. April 2010 wurde das vom Arbeitskreis in Auftrag gegebene Elser-Denkmal in Königsbronn eingeweiht.